# Samtgemeinde Sickte
La comunità amministrativa di Sickte (Samtgemeinde Sickte) si trova nel circondario di Wolfenbüttel nella Bassa Sassonia, in Germania.

## Suddivisione
Comprende 5 comuni:
1. Dettum
2. Erkerode
3. Evessen
4. Sickte
5. Veltheim (Ohe)

Il capoluogo è Sickte.